# مستشفى اللقطاء

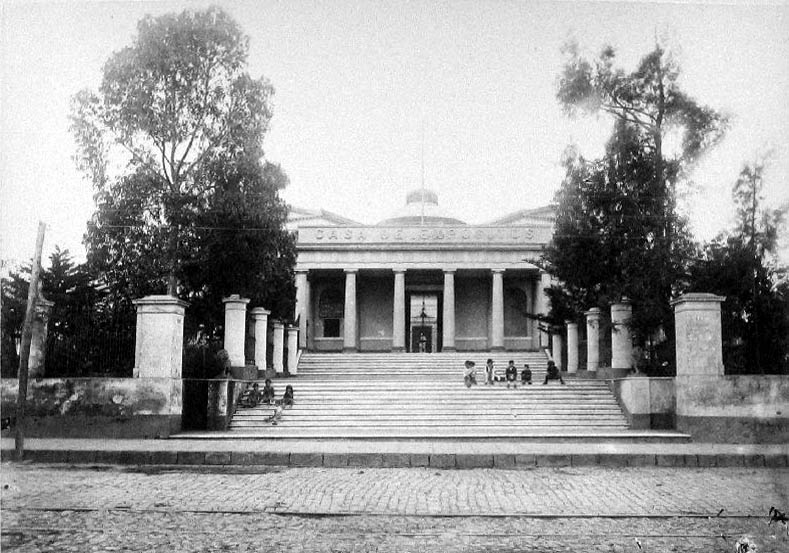

مستشفى اللُقطاء، هي في الأصل مؤسسة لاستقبال الأطفال اللقطاء الذين هُجروا أو تُركوا في العراء ليجدهم الناس ويتولون رعايتهم. ليس بالضرورة أن تكون مستشفى اللُقطاء مُجرد مُستشفى طبي علاجي، بل أكثر من ذلك، فهي تُعتبر منزلًا لهؤلاء الأطفال، حيثُ تقدم لهم المأوى والخدمات التعليمية أيضًا.
يرجع أصل هذه المؤسسات إلى مُمارسات الكنيسة الكاثوليكية التي توفر نظامًا إغاثيًا، إذ كانت تترك الأطفال في هياكل رخامية على أبواب الكنيسة، حيث كان المُمرضون الذكور أول المُقبلين عليهم يليهم بعض الآباء بغرض التبني. خلال القرن السابع عشر والقرن الثامن عشر، تأسست العديد من المؤسسات خصيصًا لأجل هؤلاء اللقطاء في مُدن مثل ترافيز وميلانو ومونبليية.
تطوّرت رعاية الأطفال اللُقطاء تاريخيًا بشكل بطيء بسبب الاختلاف الكبير بينها وبين الحالات الأخرى مثل رعاية الأيتام. يُعد السبب في المعاملة المتناقضة بين الأطفال اللقطاء والأطفال الأيتام إلى المعرفة بأن الأطفال الذي تركهم آباؤهم يحملون معهم عبئًا من اللا أخلاقية (الفجور). غالبًا ما يكون آباء هؤلاء الأطفال من الفقراء أو غير المتزوجين. وعادة ما يُرى عبء الحمل غير المرغوب فيه كتشجيع على البغاء والخيانة الزوجية. شنَّ طوماس مالثوس، ديموغرافي وخبير اقتصادي إنجليزي في كتابه مبادئ التعداد السكاني (المجلد الأول، الصفحة 434) هجومًا عنيفًا على مُستشفيات اللقطاء، واتهمهم بالمساعدة في تثبيط الزواج وبالتالي تعداد السكان، وحتى أفضل الإدارات الماهرة لم تكن قادرة على تقليل مُعدل الوفيات المُرتفع بين هؤلاء الأطفال. كتب أيضًا :«يُمنع قتل أي طفل وُلِد عرضيًا بسبب عار زائف أو فضيحة، حتى ولو كانت الطريقة الوحيدة للقيام بذلك هي التضحية ببعض أفضل وأسمى مشاعر القلب البشري لجزء كبير من الأمة».

## مستشفيات اللقطاء في العالم

### النمسا
تشغل مُستشفيات اللقطاء في النمسا مكانًا بارزًا في التعليمات العامة التي أصدرها الإمبراطور جوزيف الثاني في السادس عشر من إبريل -آيار- عام (1781) إلى لجنة المنح الخيرية. أُعلن ضم مصحّات اللقطاء وبيوت الولادة إلى مؤسسات الدولة في عام (1818). طبقًا لهذا، وفرّت خزينة الدولة الدعم اللازم لهم حتى صدور القانون المبدئي في العشرين من أكتوبر -تشرين الأول- عام (1860)، والذي قضى بإحالتهم إلى اللجان المحلية بالمقاطعات. بداية من عام (1910)، اعتمدت مؤسسات محلية على تمويل المقاطعات لها، وكانت منفصلة لحد ما عن معهد فقراء الرعية (معهد الفقراء الأبرشي).
كان قبول الأطفال مجانيًا تمامًا في حال العثور عليهم في الشارع أو  في حال إرسالهم من قِبل محكمة جنائية أو في حالة تعهُد الأم بالعمل لنحو أربعة أشهر كممرضة أو كقابلة (داية ومولدة) في أحد الملاجئ أو في حال حصولها على شهادة من كاهن الرعية (الأبرشي) تُفيد بعدم امتلاكها للمال.
أمّا في الحالات الأخرى، كانت تُسدد مدفوعات تتراوح ما بين ثلاثين ومئة فلورين للطفل الواحد. بعد مرور شهرين، كان الطفل يُرسل إلى منازل في الجوار لأشخاص متزوجين ومحترمين وحاصلين على شهادة من الشرطة ومن سلطات قانون الفقراء بذلك، وخاضعين لإجراءات التفتيش والكشف الطبي الخاص. يحصل هؤلاء الأشخاص على إعانات مادية تتناقص باستمرار، ويُمكن الاتفاق على التسوية خلال أربعة عشر يومًا مع مراعاة كلا الجانبين. يُمكن للأسرة المُحتضنة للطفل الاحتفاظ به تحت رعايتها حتى سن الثانية والعشرين، ولكن يستطيع الأبوان الحقيقيان استعادة طفلهما اللقيط في أي وقت عند تسديد مقابل اللجوء، وتعويض الوالدين بالتبني عن الفترة التي قضاها الطفل بحوزتهما. 

### بلجيكا
تُشبه الإجراءات المُتبعة لإعانة ومساعدة الأطفال اللقطاء في بلجيكا وتخصيص المعونات المالية لهم إلى حد كبير تلك الموجودة في فرنسا، والتي لا يُمكن تقييمها بشكل جيد بغض النظر عن المسائل العامة للحكومة المحلية وإدارة قانون الفقراء. على الرغم من وجود دور رعاية المدنيين العجزة، إلا أنها هيئات مُشتركة تتلقّى الدعم المالي من كل من الدولة والإدارات المحليّة. وجه مرسوم عام (1811) بأنه يجب وجود ملجأ ودار لاستقبال الأطفال اللقطاء في كل مقاطعة. كانت آخر دار هي أنتورب، وأُغلقت عام (1860). 

### بريطانيا العُظمى

#### إنجلترا
تأسس مُستشفى لندن للقطاء من خلال مرسوم ملكي عام (1739) لرعاية وتعليم الأطفال المهجورين. تنص عريضة توماس كورام -الذي كان مخولًا بالتقييم الكامل لهذه المؤسسات- على هدف منع جرائم القتل العمد المتكررة للأطفال الفقراء عند ولادتهم، والقضاء على العادات اللا إنسانية بتعريض هؤلاء الأطفال للموت بهجرهم في الشوارع. حافظت مُستشفى لندن للقطاء على استقبال هؤلاء الأطفال حتى خمسينيات القرن الماضي، عندما نقل القانون البريطاني مركزية رعاية الأطفال اللقطاء من دور الرعاية إلى التبني. تعمل مُستشفى اللقطاء الآن كجمعية خيرية لرعاية الأطفال واسمها «كورام فاميلي». تُعرض مجموعتها الفنية والتاريخية في متحف اللقطاء.

#### اسكتلندا
لا يبدو أن اسكتلندا كان لديها مُستشفى للقطاء، في عام (1759)، ترك جون واطسون الكثير من الأموال للأغراض الخيرية والدينية مثل منع القتل العمد للأطفال من خلال تأسيس مُستشفى لاستقبال النساء الحوامل ورعاية أطفالهن كلقطاء. لكن من خلال قانون برلماني عام (1822)، والذي حدد شروطًا واضحة مثل مدى مصداقية الغرض الأصلي لهذه الأموال، أُعطت الأموال للوصاة لتشييد مستشفى لإعالة وتعليم الأطفال المُعدمين.

### إيرلندا

#### دوبلين
أفتتح مُستشفى للقطاء في دوبلين عام (1704)، والذي كان يستقبل من 1,500 إلى 2,000 طفل سنويًا. قرر اللورد جلينلج غلق المؤسسة في عام (1835) بسبب مُعدل الوفيات المرتفع والتكاليف المالية الباهظة للمُستشفى.

#### كورك
افتتح مستشفى للقطاء في كورك عام (1747) في شارع ليتريم بعد صدور قانون من البرلمان الإيرلندي عام (1753). كانت تحصل المُستشفى على التمويل اللازم لها من خلال الضرائب المحليّة. كان المبنى الذي تشغله الآن ليديز ويل أو مورفيز بروري، يتكون من أربعة أجزاء رئيسية هي كنيسة صغيرة وفصول دراسية ومهاجع للأولاد والبنات ووحدات سكنية لفريق العمل. تبع ذلك، سن قوانين الفقراء في إيرلندا حيثُ قامت إصلاحيات الاتحاد بقانون الفقراء التي أُنشأت عام (1841) بالعديد من مهام مستشفى اللقطاء، لتُغلق بعدها المُستشفى في يوليو/ تموز عام (1855)، ليحولها مفوض الهجرة إلى أحد مراكز الهجرة والنزوح.

### إيطاليا
بداية من عام (1910)، كانت إيطاليا غنية جدًا بمُستشفيات اللقطاء البسيطة، حيثُ كان يوزع عليها الأيتام وأطفال الفقراء الآخرين بشكل منفصل. في عهد البابا سيكتوس الثاني، كان هناك فرع واحد لسانتو سبيرتو في روما، والذي كان مُكرسًا للأطفال اللقطاء. كان متوسط عدد الأطفال اللقطاء الذي يدعمهم سانتو سبريتو في العام الواحد نحو 3,000 طفل. كان يستقبل مُستشفى كازا ديجلى اسبوسيتي الذي تأسس عام (1346) في مدينة البندقية نحو 450 طفلًا سنويًا، والذي كان يخضع لإدارة محلية. طُبق الإرث الرائع للدوق لوديفيكو مانين الراحل من خلال دعم نحو 160 طفلًا من قِبل ثلاثين من المجالس الأبرشية.

### روسيا
في ظل حكم النظام الروسي القديم لبيتر الأول، كان يُستقبل الأطفال اللقطاء على نوافذ الكنسية من قِبل طاقم من النساء مُوكل من الدولة. لكن بداية من عصر كاثرين الثاني، كانت مُستشفيات اللقطاء تحت إشراف المكتب المحلي للأعمال الخيرية العامة. أسس كاثرين العديد من المؤسسات المركزية الكبيرة في موسكو وسان بطرسبورغ. عند وصول طفل إلى هذه المؤسسات، كانت تطلب اسم المعمودية، وكانت تقدم إيصالًا بموجبه يُمكن استعادة الطفل مرة أخرى حتى سن العاشرة. بعد انتهاء فترة الست سنوات المُعتادة تحت رعاية الدولة، كانوا يُلحقون بالتعليم خصوصًا الواعدين منهم. أدّت هذه المُستشفيات دورًا هامًا في توفير مصدر قيّم من المجندين للخدمة العامة. كانت حقوق الوالدين على أطفالهم محدودة للغاية، بينما حقوق الحكومة كانت واسعة لحد كبير بأمر إمبراطوري أصدره الإمبراطور نيكولاس الأول عام (1836).

### الولايات المتحدة الأمريكية
بداية من عام (1910)، ظهرت مُستشفيات اللقطاء في الولايات المتحدة الأمريكية، والتي هي في الأصل مؤسسات خيرية خاصة، وكان يُوجد معظمها في المدن الكبيرة.